# Campionati europei di atletica leggera 1938
I II campionati europei di atletica leggera si sono svolti dal 3 al 5 settembre 1938 tra Parigi (sede delle gare maschili) e Vienna (dove vennero ospitate le gare femminili), che da pochi mesi non era più capitale dell'Austria, essendo stata annessa alla Germania nazista nel marzo precedente.

## Nazioni partecipanti
Tra parentesi, il numero di atleti partecipanti per nazione.
- Albania (2)
- Belgio (13)
- Cecoslovacchia (3)
- Danimarca (3)
- Estonia (7)
- Finlandia (21)
- Francia (43)
- Germania (50)
- Grecia (5)
- Ungheria (25)
- Italia (37)
- Jugoslavia (2)
- Lettonia (3)
- Liechtenstein (2)
- Lussemburgo (5)
- Paesi Bassi (14)
- Norvegia (10)
- Polonia (15)
- Portogallo (1)
- Gran Bretagna (35)
- Romania (2)
- Svezia (35)
- Svizzera (17)

## Risultati

### Uomini
| Specialità | Oro                                                                     | Prestazione | Argento                                                                 | Prestazione | Bronzo                                                                             | Prestazione |
| Corse piane |                                                                         |             |                                                                         |             |                                                                                    |             |
| 100 metri (dettagli) | Tinus Osendarp Paesi Bassi                                              | 10"5        | Orazio Mariani Italia                                                   | 10"6        | Lennart Strandberg Svezia                                                          | 10"6        |
| 200 metri (dettagli) | Tinus Osendarp Paesi Bassi                                              | 21"2        | Jakob Scheuring Germania                                                | 21"6        | Alan Pennington Gran Bretagna                                                      | 21"6        |
| 400 metri (dettagli) | Godfrey Brown Gran Bretagna                                             | 47"4        | Karl Baumgarten Paesi Bassi                                             | 48"2        | Erich Linnhoff Germania                                                            | 48"8        |
| 800 metri (dettagli) | Rudolf Harbig Germania                                                  | 1'50"6      | Jacques Léveque Francia                                                 | 1'51"8      | Mario Lanzi Italia                                                                 | 1'52"0      |
| 1.500 metri (dettagli) | Sydney Wooderson Gran Bretagna                                          | 3'53"6      | Joseph Mostert Belgio                                                   | 3'54"5      | Luigi Beccali Italia                                                               | 3'55"2      |
| 5.000 metri (dettagli) | Taisto Mäki Finlandia                                                   | 14'26"8     | Henry Jonsson Svezia                                                    | 14'27"4     | Kauko Pekuri Finlandia                                                             | 14'29"2     |
| 10.000 metri (dettagli) | Ilmari Salminen Finlandia                                               | 30'52"4     | Giuseppe Beviacqua Italia                                               | 30'53"2     | Max Syring Germania                                                                | 30'57"8     |
| Corse a ostacoli |                                                                         |             |                                                                         |             |                                                                                    |             |
| 110 metri ostacoli (dettagli) | Donald Finlay Gran Bretagna                                             | 14"3        | Håkan Lidman Svezia                                                     | 14"5        | Reindert Brasser Paesi Bassi                                                       | 14"8        |
| 400 metri ostacoli (dettagli) | Prudent Joye Francia                                                    | 53"1        | József Kovács Ungheria                                                  | 53"3        | Kell Areskoug Svezia                                                               | 53"6        |
| 3.000 siepi (dettagli) | Lars Larsson Svezia                                                     | 9'16"2      | Ludwig Kaindl Germania                                                  | 9'19"2      | Alf Lindblad Finlandia                                                             | 9'21"4      |
| Prove su strada |                                                                         |             |                                                                         |             |                                                                                    |             |
| Maratona (dettagli) | Väinö Muinonen Finlandia                                                | 2h37'28"    | Squire Yarrow Gran Bretagna                                             | 2h39'03"    | Henry Palmé Svezia                                                                 | 2h42'13"    |
| Marcia 50 km (dettagli) | Harold Whitlock Gran Bretagna                                           | 4h41'51"    | Herbert Dill Germania                                                   | 4h43'34"    | Edgar Bruun Norvegia                                                               | 4h44'35"    |
| Salti |                                                                         |             |                                                                         |             |                                                                                    |             |
| Salto in alto (dettagli) | Kurt Lundqvist Svezia                                                   | 1,97 m      | Kalevi Kotkas Finlandia                                                 | 1,94 m      | Lauri Kalima Finlandia                                                             | 1,94 m      |
| Salto con l'asta (dettagli) | Karl Sutter Germania                                                    | 4,05 m      | Bo Ljungberg Svezia                                                     | 4,00 m      | Pierre Ramadier Francia                                                            | 4,00 m      |
| Salto in lungo (dettagli) | Wilhelm Leichum Germania                                                | 7,65 m      | Arturo Maffei Italia                                                    | 7,61 m      | Luz Long Germania                                                                  | 7,56 m      |
| Salto triplo (dettagli) | Onni Rajasaari Finlandia                                                | 15,32 m     | Jouko Noren Finlandia                                                   | 14,95 m     | Karl Kotratschek Germania                                                          | 14,73 m     |
| Lanci |                                                                         |             |                                                                         |             |                                                                                    |             |
| Getto del peso (dettagli) | Aleksander Kreek Estonia                                                | 15,83 m     | Gerhard Stöck Germania                                                  | 15,59 m     | Hans Wöllke Germania                                                               | 15,52 m     |
| Lancio del disco (dettagli) | Willy Schröder Germania                                                 | 49,70 m     | Giorgio Oberweger Italia                                                | 49,48 m     | Gunnar Bergh Svezia                                                                | 48,72 m     |
| Lancio del giavellotto (dettagli) | Matti Järvinen Finlandia                                                | 76,87 m     | Yrjö Nikkanen Finlandia                                                 | 75,00 m     | József Várszegi Ungheria                                                           | 72,78 m     |
| Lancio del martello (dettagli) | Karl Hein Germania                                                      | 58,77 m     | Erwin Blask Germania                                                    | 57,34 m     | Oscar Malmbrant Svezia                                                             | 51,23 m     |
| Prove multiple |                                                                         |             |                                                                         |             |                                                                                    |             |
| Decathlon (dettagli) | Olle Bexell Svezia                                                      | 7.214 p.    | Witold Gierutto Polonia                                                 | 7.006 p.    | Josef Neumann Svizzera                                                             | 6.664 p.    |
| Staffette |                                                                         |             |                                                                         |             |                                                                                    |             |
| 4×100 metri (dettagli) | Germania Manfred Kersch Gerd Hornberger Karl Neckermann Jakob Scheuring | 40"9        | Svezia Gösta Klemming Åke Stenqvist Lennart Lindgren Lennart Strandberg | 41"1        | Gran Bretagna Maurice Scarr Godfrey Brown Arthur Sweeney Ernest Page               | 41"2        |
| 4×400 metri (dettagli) | Germania Hermann Blazejezak Manfred Bues Erich Linnhoff Rudolf Harbig   | 3'13"7      | Gran Bretagna John Barnes Alfred Baldwin Alan Pennington Godfrey Brown  | 3'14"9      | Svezia Lars Nilsson Carl Hendrik Gustafsson Börje Thomasson Bertil von Wachenfeldt | 3'17"3      |
| record mondiale; record mondiale stagionale; record europeo; record europeo stagionale; record dei campionati; record nazionale; record personale; record personale stagionale. |                                                                         |             |                                                                         |             |                                                                                    |             |

### Donne
| Specialità | Oro                                                      | Prestazione | Argento                                                                               | Prestazione | Bronzo                                                               | Prestazione |
| Corse piane |                                                          |             |                                                                                       |             |                                                                      |             |
| 100 metri (dettagli) | Stanisława Walasiewicz Polonia                           | 11"9        | Käthe Krauß Germania                                                                  | 12"0        | Fanny Blankers-Koen Paesi Bassi                                      | 12"0        |
| 200 metri (dettagli) | Stanisława Walasiewicz Polonia                           | 23"8        | Käthe Krauß Germania                                                                  | 24"4        | Fanny Blankers-Koen Paesi Bassi                                      | 24"9        |
| Corse a ostacoli |                                                          |             |                                                                                       |             |                                                                      |             |
| 80 metri ostacoli (dettagli) | Claudia Testoni Italia                                   | 11"6        | Lisa Gelius Germania                                                                  | 11"7        | Kitty Braaketer Paesi Bassi                                          | 11"8        |
| Salti |                                                          |             |                                                                                       |             |                                                                      |             |
| Salto in alto (dettagli) | Ibolya Csák Ungheria                                     | 1,64 m      | Nelly van Balen-Blanken Paesi Bassi                                                   | 1,64 m      | Feodora Solms Germania                                               | 1,64 m      |
| Salto in lungo (dettagli) | Irmgard Praetz Germania                                  | 5,88 m      | Stanisława Walasiewicz Polonia                                                        | 5,81 m      | Gisela Voss Germania                                                 | 5,47 m      |
| Lanci |                                                          |             |                                                                                       |             |                                                                      |             |
| Getto del peso (dettagli) | Hermine Schröder Germania                                | 13,29 m     | Gisela Mauermayer Germania                                                            | 13,27 m     | Wanda Flakowicz Polonia                                              | 12,55 m     |
| Lancio del disco (dettagli) | Gisela Mauermayer Germania                               | 44,80 m     | Hilde Sommer Germania                                                                 | 40,95 m     | Paula Mollenhauer Germania                                           | 39,81 m     |
| Lancio del giavellotto (dettagli) | Lisa Gelius Germania                                     | 45,58 m     | Susi Pastoors Germania                                                                | 44,14 m     | Luise Krüger Germania                                                | 42,49 m     |
| Staffette |                                                          |             |                                                                                       |             |                                                                      |             |
| 4×100 m (dettagli) | Germania Josefine Kohl Käthe Krauß Emmy Albus Ida Kühnel | 46"8        | Polonia Jadwiga Gawronska Barbara Ksiazkiewicz Otylia Kaluzowa Stanisława Walasiewicz | 48"2        | Italia Maria Alfero Maria Apollonio Rosetta Cattaneo Italia Lucchini | 49"4        |
| record mondiale; record mondiale stagionale; record europeo; record europeo stagionale; record dei campionati; record nazionale; record personale; record personale stagionale. |                                                          |             |                                                                                       |             |                                                                      |             |

## Medagliere
Legenda
     Paese ospitante
| Posizione | Paese         | Oro | Argento | Bronzo | Totale |
| --------- | ------------- | --- | ------- | ------ | ------ |
| 1         | Germania      | 12  | 11      | 9      | 32     |
| 2         | Finlandia     | 5   | 3       | 3      | 11     |
| 3         | Gran Bretagna | 4   | 2       | 2      | 8      |
| 4         | Svezia        | 3   | 4       | 6      | 13     |
| 5         | Polonia       | 2   | 3       | 1      | 6      |
| 6         | Paesi Bassi   | 2   | 2       | 4      | 8      |
| 7         | Italia        | 1   | 4       | 3      | 8      |
| 8         | Francia       | 1   | 1       | 1      | 3      |
| 8         | Ungheria      | 1   | 1       | 1      | 3      |
| 10        | Estonia       | 1   | 0       | 0      | 1      |
| 11        | Belgio        | 0   | 1       | 0      | 1      |
| 12        | Norvegia      | 0   | 0       | 1      | 1      |
| 12        | Svizzera      | 0   | 0       | 1      | 1      |
| Totale    | Totale        | 32  | 32      | 32     | 96     |